# Thinopteryx crocopterata
Thinopteryx crocopterata là một loài bướm đêm trong họ Geometridae.